# Opisthoncus mordax
Opisthoncus mordax är en spindelart som beskrevs av Koch L. 1880. Opisthoncus mordax ingår i släktet Opisthoncus och familjen hoppspindlar. Inga underarter finns listade i Catalogue of Life.